# R. D. Mathur
Rameshwar Dayal Mathur (* 1914 oder 1915; † 26. April 2001 in Neu-Delhi) war ein indischer Kameramann und Regisseur.

## Leben
Mathur studierte am St. Stephens College in Delhi und wurde von seinem Vater ermutigt, auch seinem Hobby, der Fotografie, nachzugehen. Er studierte sechs Monate an prestigereichen New York Institute of Photography and Cinematography Porträtfotografie, Werbefotografie und Filmentwicklung, danach verbrachte er ebenso lange in Hollywood bei einem Praktikum bei MGM und Fox Films.
1934/35 kam er zurück nach Indien und bewarb sich erfolgreich bei der neuen Filmgesellschaft Bombay Talkies. Himansu Rai stellte Mathur dem deutschen Kameramann Josef Wirsching als Assistenten zur Seite und beauftragte ihn mit der Filmentwicklung. Als die deutschen Mitarbeiter bei Bombay Talkies mit Beginn des Zweiten Weltkrieges nicht mehr beschäftigt werden durften und nach dem Tod Rais 1940, wurde Mathur als Kameramann der Regieeinheit von Amiya Chakravarty zugeteilt. Er filmte die Chakraborty-Filme Anjaan (1941) mit Devika Rani und Ashok Kumar, Basant (1942) und Jwar Bhata (1944) – den Debütfilm von Dilip Kumar.
Mitte der 1940er Jahre lernte R. D. Mathur Karimuddin Asif kennen, der gerade ein großes Filmprojekt um eine Geschichte am Hofe des Großmoguls Akbar I. plante. Die Arbeiten dazu kamen jedoch schnell zum Halt als der Produzent Siraj Ali nach Pakistan migrierte. Mathur wandte sich eigenen Projekten zu und drehte 1948 sein Regiedebüt Gajre mit Suraiya und Motilal als Stars, 1950 Magroor mit Meena Kumari in der Hauptrolle und 1953 Aaghosh mit Nutan.
Mittlerweile begannen wieder Filmarbeiten für Asifs Kurtisanengeschichte Mughal-e-Azam, das schließlich Mathurs wichtigste Kameraarbeit wurde. Die größte technische Herausforderung waren dabei die Aufnahmen für die Songs Jab Pyaar Kiya to Darna Kya und Jab Raat Hai Aisi Matwali im Spiegelsaal „Sheesh Mahal“ – gleichzeitig Mathurs erste Farbaufnahmen – die durch indirekte Beleuchtung und zahlreiche Reflektoren gelöst wurde. Er erhielt für Mughal-e-Azam 1961 einen Filmfare Award für die beste Kamera. Von Mathurs nachfolgenden Projekten mit Asif wurde lediglich Love and God 1986 in der unvollständigen Fassung, in der das Projekt bei Asifs Tod 1971 stehen geblieben war, veröffentlicht.
1968 filmte er unter der Regie von Harnam Singh Rawail das Thuggee-Drama Sangharsh mit Dilip Kumar und Vyjayantimala. Nach dem Tod seines Lehrmeisters Josef Wirsching übernahm Mathur dessen Kameraposten bei den Dreharbeiten zu Kamal Amrohis Pakeezah, wo er unter anderem das romantische Lied Chalo Dildar Chalo filmte.
In den 70er und 80er Jahren war Mathur noch einmal für Amrohi tätig (Razia Sultan, 1983) und drehte sonst hauptsächlich mit Asifs früherem Assistenten Sultan Ahmed.
R. D. Mathur starb 2001 im Alter von 86 Jahren in Neu-Delhi.

## Filmografie
- 1941: Anjaan
- 1942: Basant
- 1943: Hamari Baat
- 1944: Jwar Bhata
- 1945: Pratima
- 1948: Gajre (auch Regie)
- 1950: Magroor (auch Regie)
- 1951: Madhosh
- 1953: Aaghosh (auch Regie)
- 1960: Mughal-e-Azam
- 1968: Sangharsh
- 1972: Pakeezah
- 1973: Heera
- 1978: Ganga Ki Saugand
- 1982: Dharam Kanta
- 1983: Razia Sultan
- 1986: Love and God
- 1989: Daata
- 1995: Jai Vikranta